# King ov Hell
Tom Cato Visnes (nacido el 27 de noviembre de 1974 en Bergen), más conocido como King ov Hell o simplemente King, es un músico noruego. Es conocido principalmente por haber sido el bajista de la banda de black metal Gorgoroth, pero es también el cofundador de God Seed, Jotunspor, Sahg e I. Fue miembro de la banda de hard rock Audrey Horne hasta el 2007, con quienes ganó un premio Spellemann por mejor álbum de metal. Trabajó como maestro de primaria hasta 2008 en la ciudad de Bergen, donde reside actualmente.

## Biografía

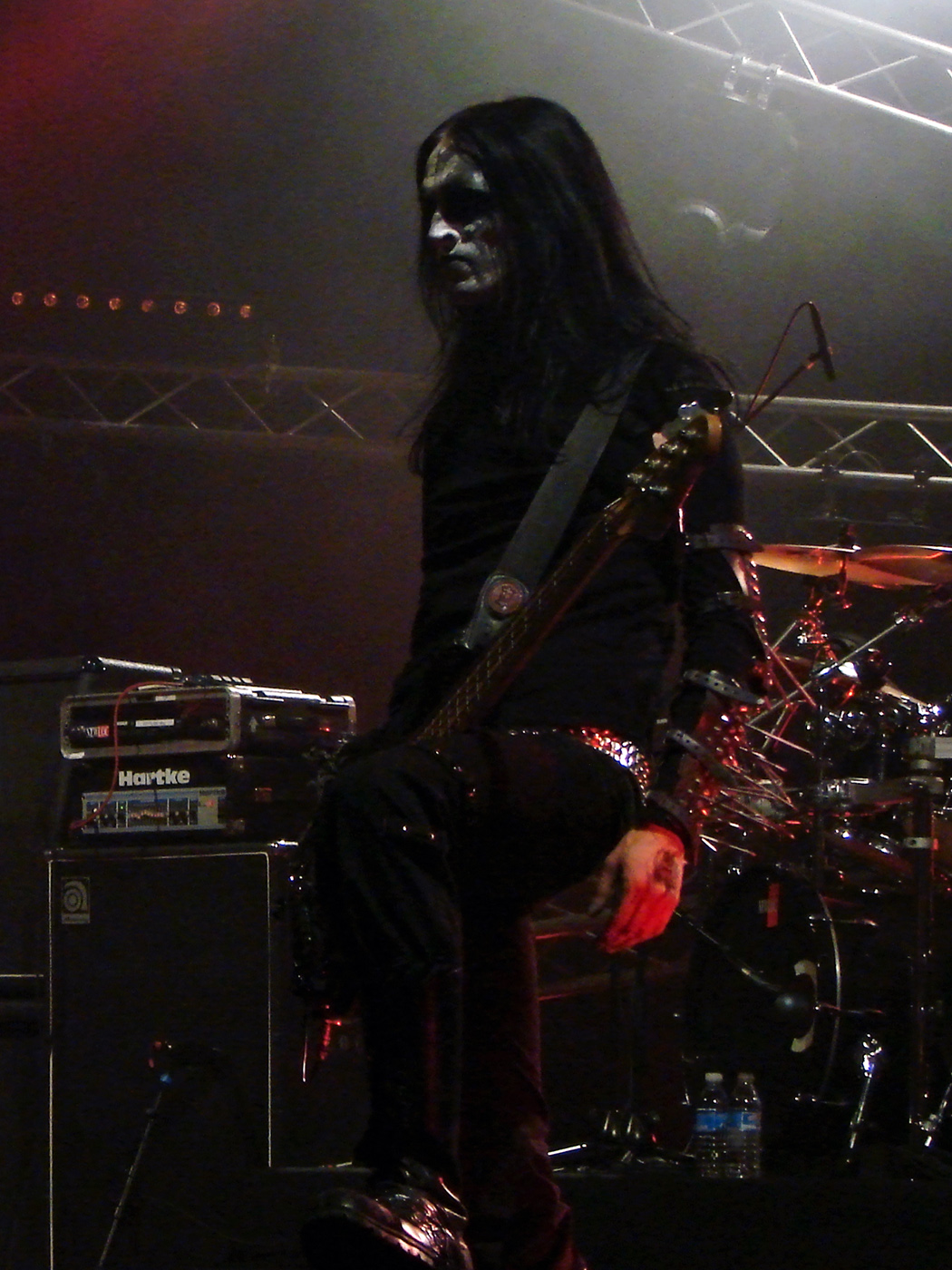
King ov Hell junto a God Seed en el Hellfest de 2009

King se unió a Gorgoroth en 1999 justo antes del quinto álbum de la banda, Incipit Satan. Con Gorgoroth grabó también los discos Twilight of the Idols (2003) y Ad Majorem Sathanas Gloriam (2006) (con el que fueron nominados a un Premio Spelleman en la categoría de metal).
El 2002 se unió a Audrey Horne, cuyo estilo hard rock y post-grunge es muy distinto a sus demás bandas de black metal. El 2005 junto a ellos ganó un premio Spellemann por mejor álbum de metal por No Hay Banda.
King fue también el bajista de supergrupo I, el proyecto de Abbath Doom Occulta de Immortal. La banda también cuenta Ice Dale (Enslaved) y el exbaterista de Immortal, Armagedda. Su primer disco fue Between Two Worlds, publicado en 2006. 
King abandonó Gorgoroth en junio de 2006, debido a algunos problemas sobre los aspectos ideológicos de Gorgoroth. Se reincorporó a la banda en 2007, a tiempo para la grabación del vídeoclip de "Carving a Giant", tomado del álbum Ad Majorem Sathanas Gloriam. En septiembre de 2007, King presentó una solicitud de marca a la Oficina de Propiedad Industrial noruego para el nombre y el logotipo de Gorgoroth. En marzo de 2009, el Tribunal de Distrito de la Ciudad de Oslo dictaminó que por ello, Gaahl y King habían sido excluidos de la banda. Tras esto, él y Gaahl adoptaron el nombre God Seed. En agosto de 2009 King disolvió God Seed y formó Ov Hell con Shagrath (Dimmu Borgir), utilizando la música que había escrito en 2008, para el que sería el álbum debut de God Seed, y con las letras escritas por Shagrath.
En marzo de 2008, se rumoreó que King ov Hell sería el bajista del próximo álbum de la banda sueca Shining, VI / Klagopsalmer. Sin embargo, en octubre de 2008 se anunció en la página de MySpace de Shining de que King no tomaría parte en el nuevo álbum, ya que un nuevo bajista fue contratado. King también ha trabajado en bandas fuera del black metal. Es miembro de Sahg, una banda de doom metal. Fue el bajista y compositor de la banda de rock Audrey Horne con la que ganó el Premio Spellemann al mejor álbum de metal por No Hay Banda. Dejó al grupo en 2007.

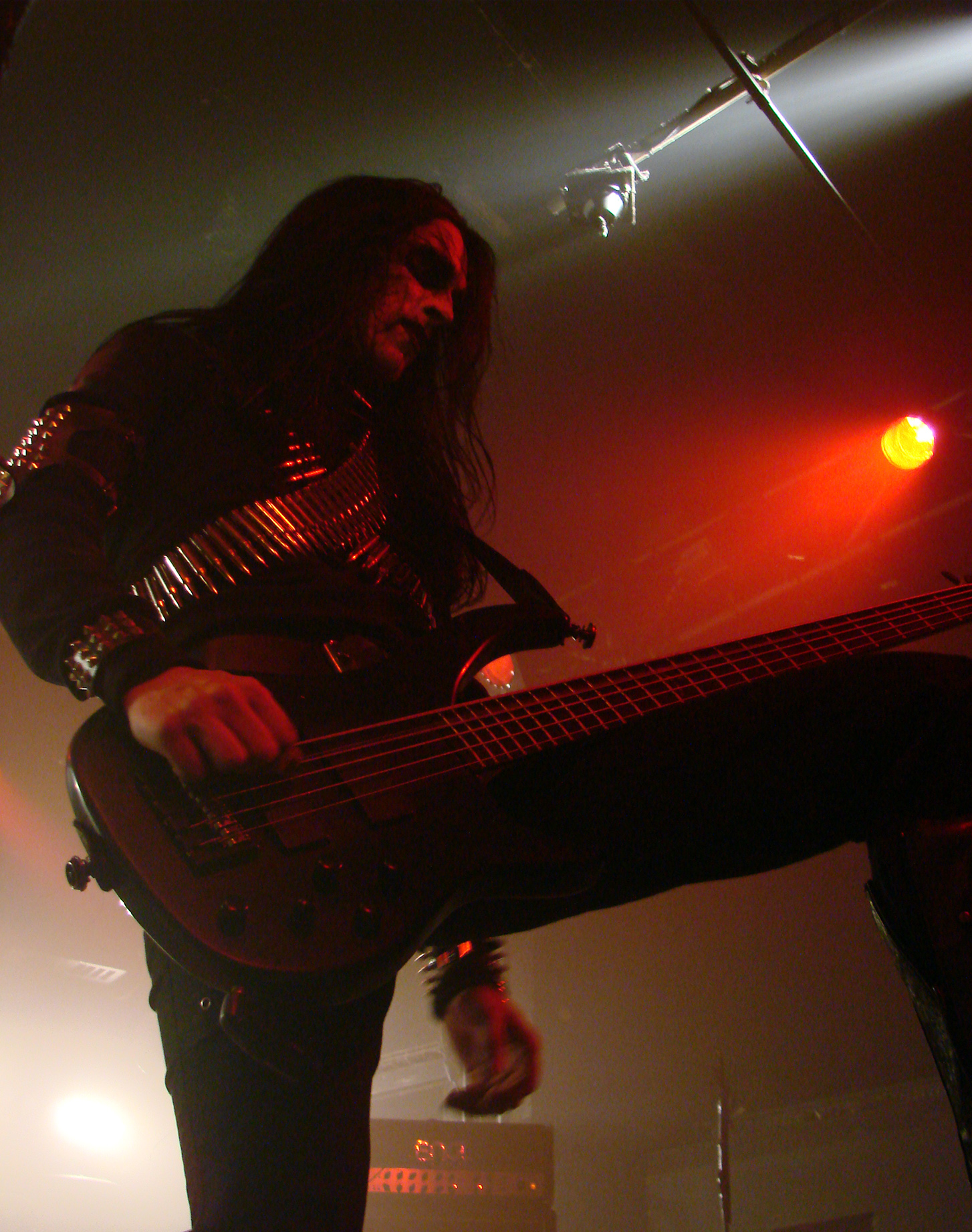
King ov Hell

## Discografía
| Año  | Título                      | Banda        |
| ---- | --------------------------- | ------------ |
| 2000 | Incipit Satan               | Gorgoroth    |
| 2003 | Twilight of the Idols       | Gorgoroth    |
| 2005 | Confessions & Alcohol       | Audrey Horne |
| 2005 | No Hay Banda                | Audrey Horne |
| 2006 | Gleipnirs smeder            | Jotunspor    |
| 2006 | Ad Majorem Sathanas Gloriam | Gorgoroth    |
| 2006 | Between Two Worlds          | I            |
| 2006 | Sahg I                      | Sahg         |
| 2008 | Sahg II                     | Sahg         |
| 2008 | Black Mass Krakow 2004      | Gorgoroth    |
| 2009 | VI - Klagopsalmer           | Shining      |
| 2010 | The Underworld Regime       | Ov Hell      |
| 2010 | Sahg III                    | Sahg         |
| 2012 | Live at Wacken              | God Seed     |
| 2012 | I Begin                     | God Seed     |
| 2016 | Abbath                      | Abbath       |